# پاتریک فوگیت
پاتریک فوگیت (به انگلیسی: Patrick Fugit) (زاده ۲۷ اکتبر ۱۹۸۲) بازیگر آمریکایی است.
از فیلم‌های معروف او می‌توان به بازی در فیلم ما باغ وحش خریدیم، دختر گم‌شده، با تشکر برای به اشتراک گذاری، لژیون آتش، اولئاندر سفید و ایده‌های جالب بیکفورد شمکلر اشاره کرد.